# Spalding
Спалдинг (англ. Spalding) — американская компания, всемирно известный производитель спортивных товаров основана Альбертом Спалдингом в Чикаго, штат Иллинойс, в 1876 году и в настоящее время с штаб-квартирой в городе Спрингфилд (Массачусетс). Компания специализируется в производстве мячей и инвентаря для многих видов спорта: баскетбол, бейсбол, футбол, софтбол, волейбол, американский футбол, лыжи и гольф. Spalding — официальный баскетбольный поставщик Национальной баскетбольной ассоциации и Женской национальной баскетбольной ассоциации (WNBA), официальный поставщик баскетбольных щитов для НБА и Национальной университетской атлетической ассоциации (NCAA), официальный волейбольный поставщик тура King of the Beach, официальный поставщик футбольного мяча для Главной футзальной лиги (MISL) и поставщик для Американской футбольной лиги (AFL) и Pop Warner.

## История компании
Компания была основана в 1876 году, когда Альберт Спалдинг был питчером и менеджером бейсбольной команды в Чикаго Кабс. Компания стандартизировала бейсбольный мяч и усовершенствовала бейсбольную биту с выпуклостью на её вершине. В 1892 году, Spalding приобрел компании Райт и Дитсон и AJ Reach, конкурентов в производстве спортивных товаров компании.
В 2003 году компания Спалдинг стала подразделением корпорации Расселл (англ. Russell Corporation). Вместе с тем, сделка не затронула подразделение Спалдинг-гольф, которое включает в себя торговые марки Топ-Флайт, Бен Хоган и Страта, которые в конечном итоге были выкуплены компанией Каллауэй (англ. Callaway) в том же году.
Спалдинг является ведущим производителем баскетбольных мячей, являясь официальным поставщиком мячей в Национальную баскетбольную ассоциацию с 1983 года. Компания также поставляет официальные мячи в американской футбольной лиге.
Компания одной из первых стала заключать рекламные контракты со звёздными спортсменами, чтобы рекламировать свою продукцию, так теннисист Панчо Гонсалес подписал эксклюзивный спонсорский контракт.

## Баскетбол
Основатель компании Альберт Спалдинг сделал первый мяч в честь Джеймса Нейсмита на рубеже XIX—XX вв. С тех пор компания Spalding производит баскетбольные мячи, а официальные мячи для Национальной баскетбольной ассоциации — с 1983 года. Spalding — первая компания, выпустившая баскетбольный мяч для официальных игр. Spalding добилась значительных результатов в разработке наружного покрытия для баскетбольных мячей. Благодаря особой технологии изготовления мячи Spalding прочные, износоустойчивые и с течением времени не теряют цвет. Для баскетбола Spalding также производит щиты, корзины, сетки и баскетбольные стойки. Для продвижения своей продукции компания заключила рекламный контракт с баскетболистом «Бостон Селтикс» — Полом Пирсом.

## Бейсбол
Первые мячи для бейсбола были пробковыми, они были запатентованы в конце XIX века компанией Spalding. Во время Второй мировой войны для изготовления мячей использовались резиновые сердцевины из мячей для гольфа, так как во время войны была нехватка нужных материалов. В последние годы для изготовления мячей стали также использоваться различные синтетические материалы, однако такие мячи считаются низкокачественными и не используются в Главной лиге. Spalding была основным поставщиком мячей для Главной лиги более века, но уступила статус компании Rawlings, которая поставляет мячи, сшитые вручную в Коста-Рике.

## Фотогалерея

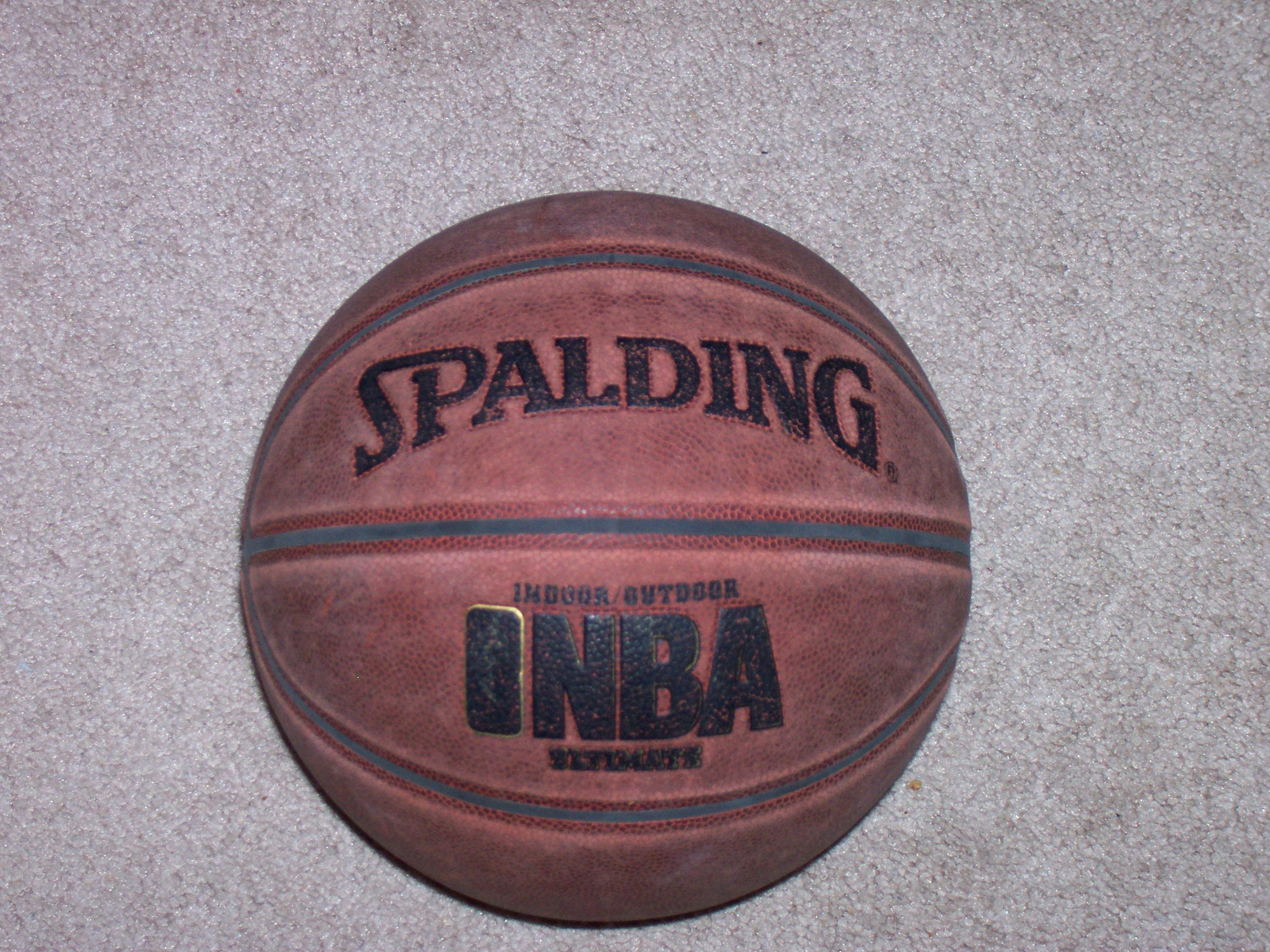
Баскетбольный мяч Spalding
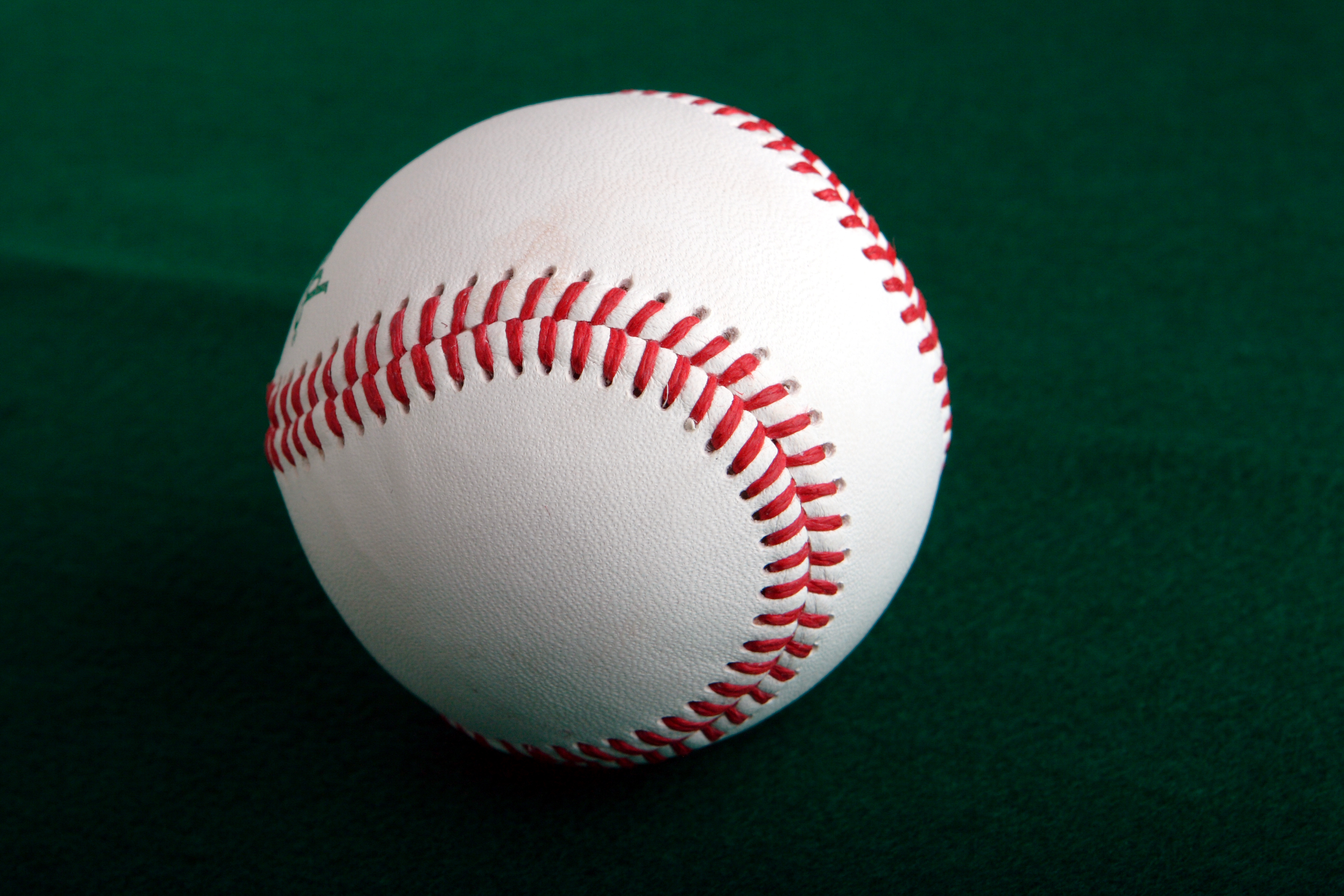
Бейсбольный мяч Spalding
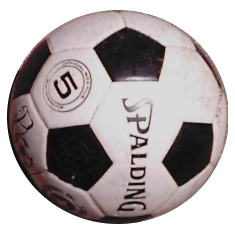
Футбольный мяч Spalding